# JoJos cirkus
JoJos cirkus är en kanadensisk–amerikansk animerad stop motion-TV-serie som hade premiär den 20 september 2003. I Sverige visas serien på kanalen Disney Junior och Family Channel.